# Amsterdamse drieasser-trams

Constructie van het drieassige Buchli-onderstel.

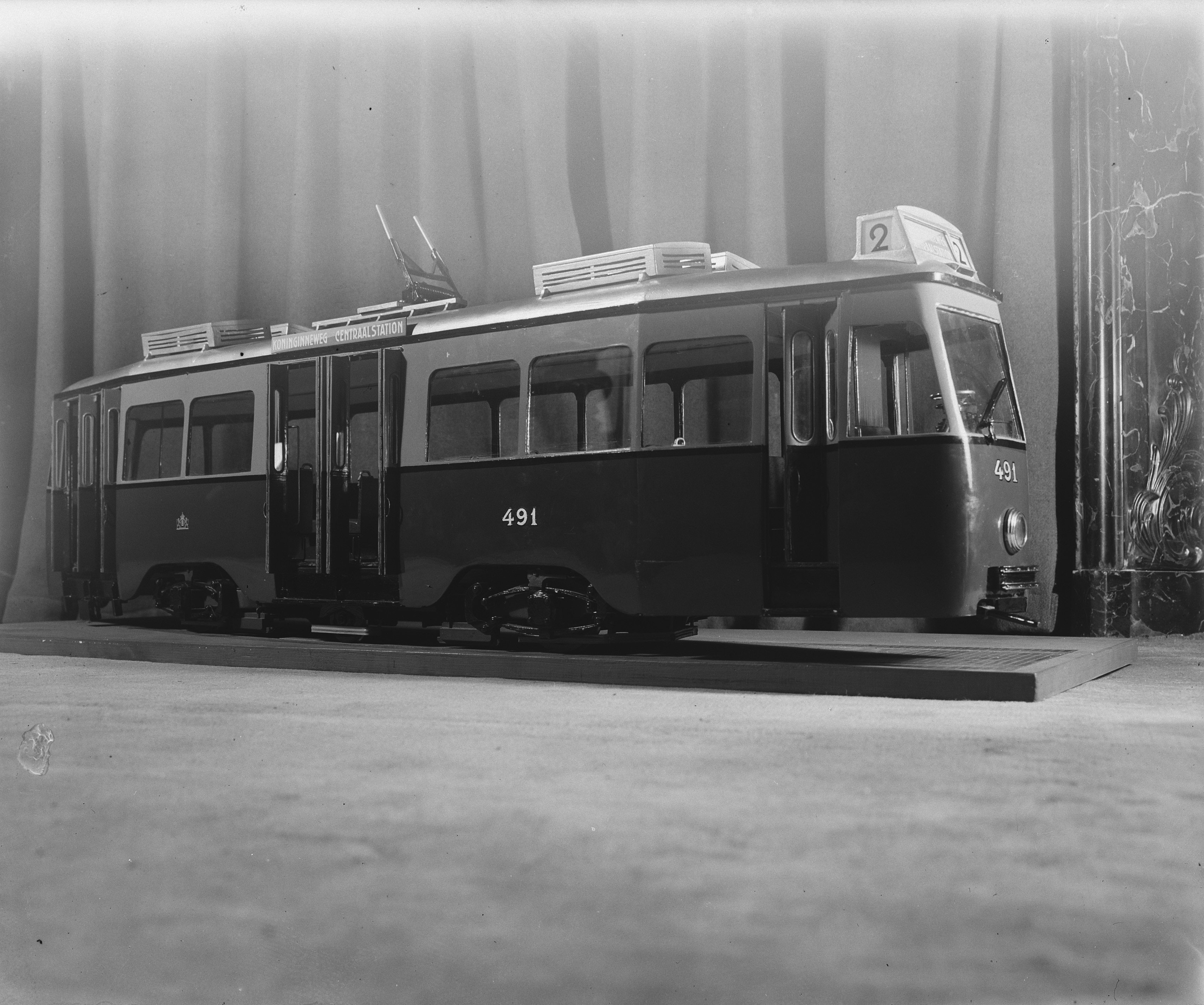
Model voor de te bestellen nieuwe drieassers; 1946.

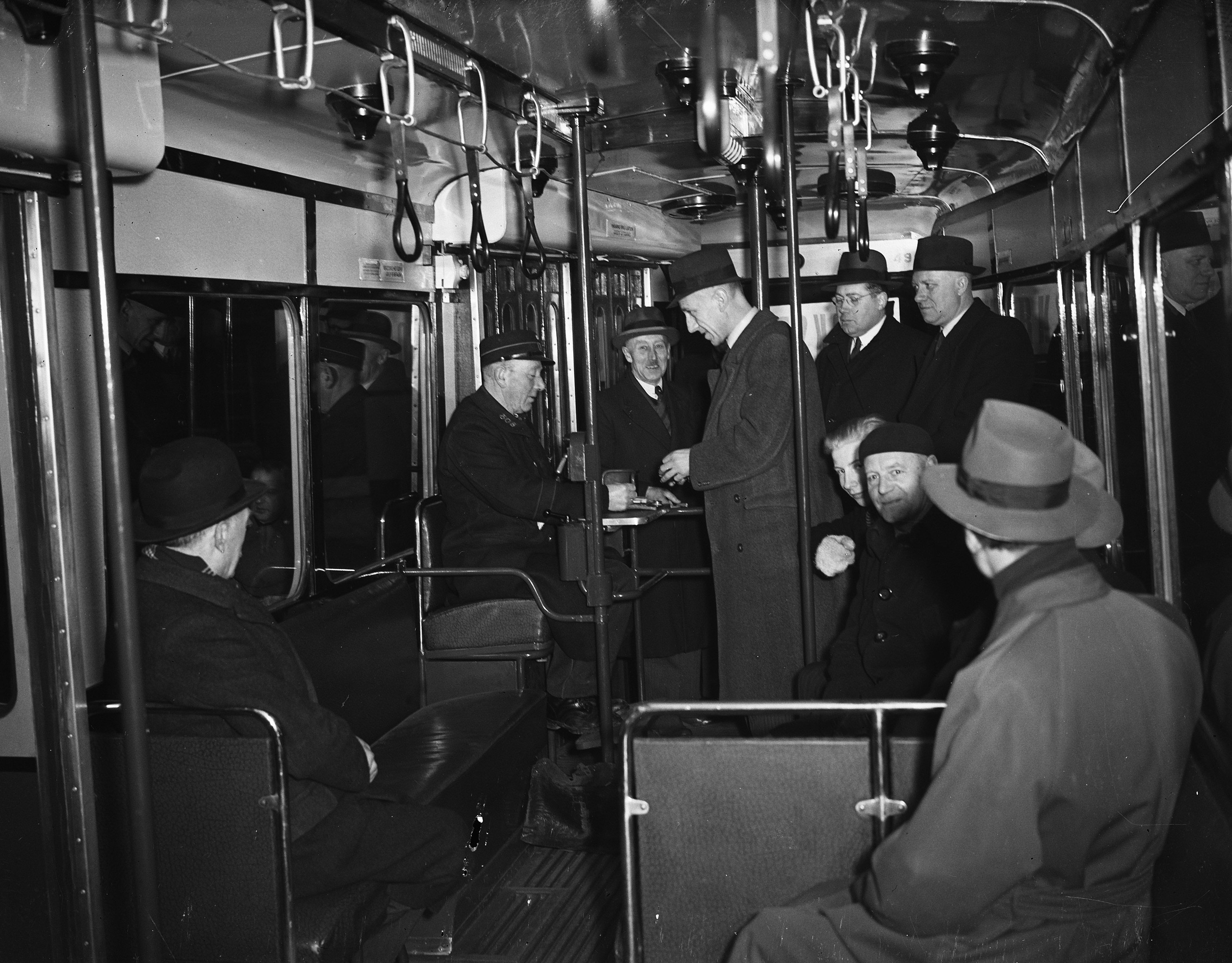
interieur 1948

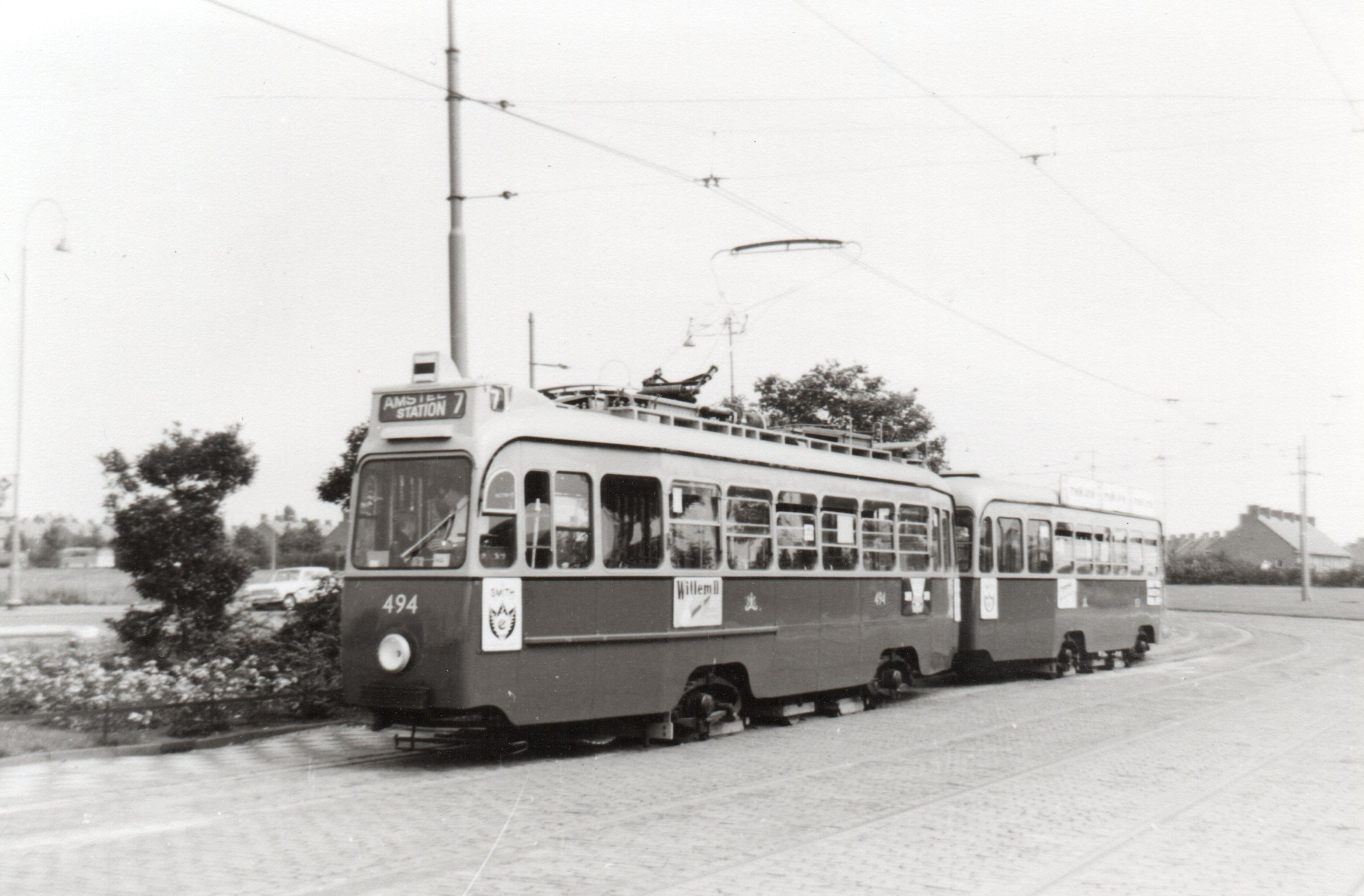
Drieassig tramstel op lijn 7 bij het Amstelstation, zomer 1965.

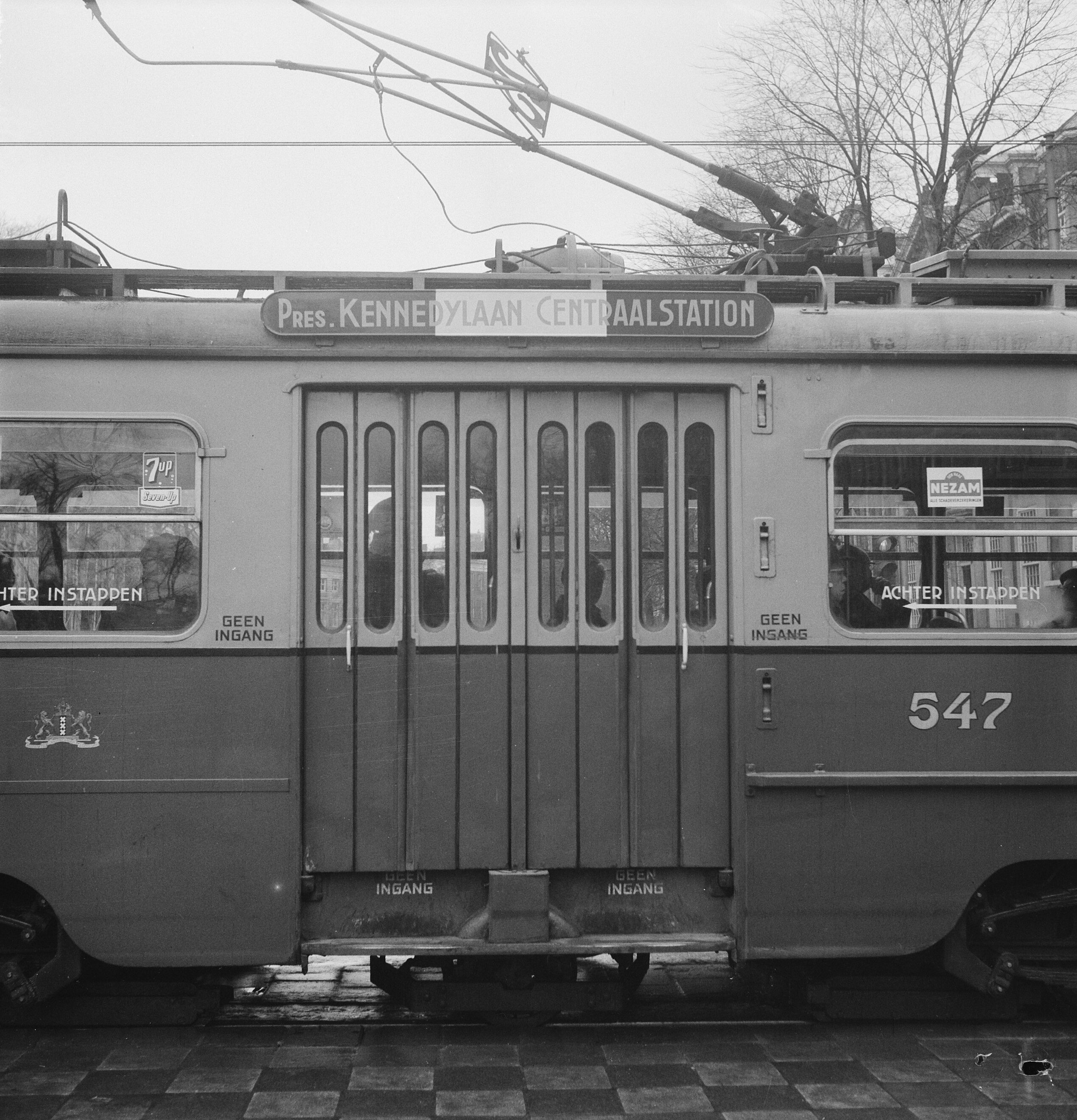
Zijkoersbord van lijn 25 op een drieasser, met de in 1964 gewijzigde straatnaam President Kennedylaan. De tram heeft de oude smalle vouwdeuren.

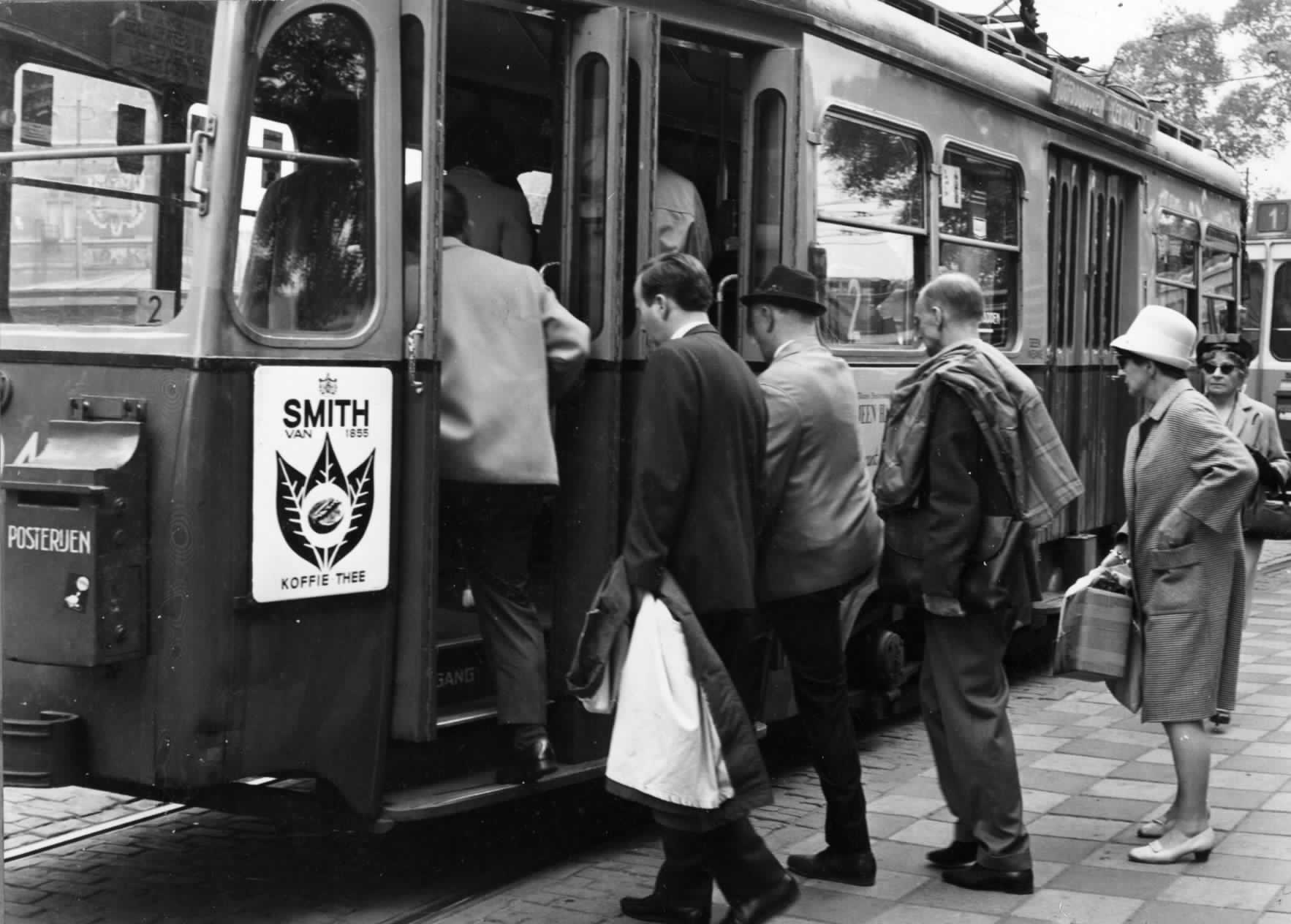
Losse motorwagen met brievenbus op lijn 2 op Stationsplein in 1965

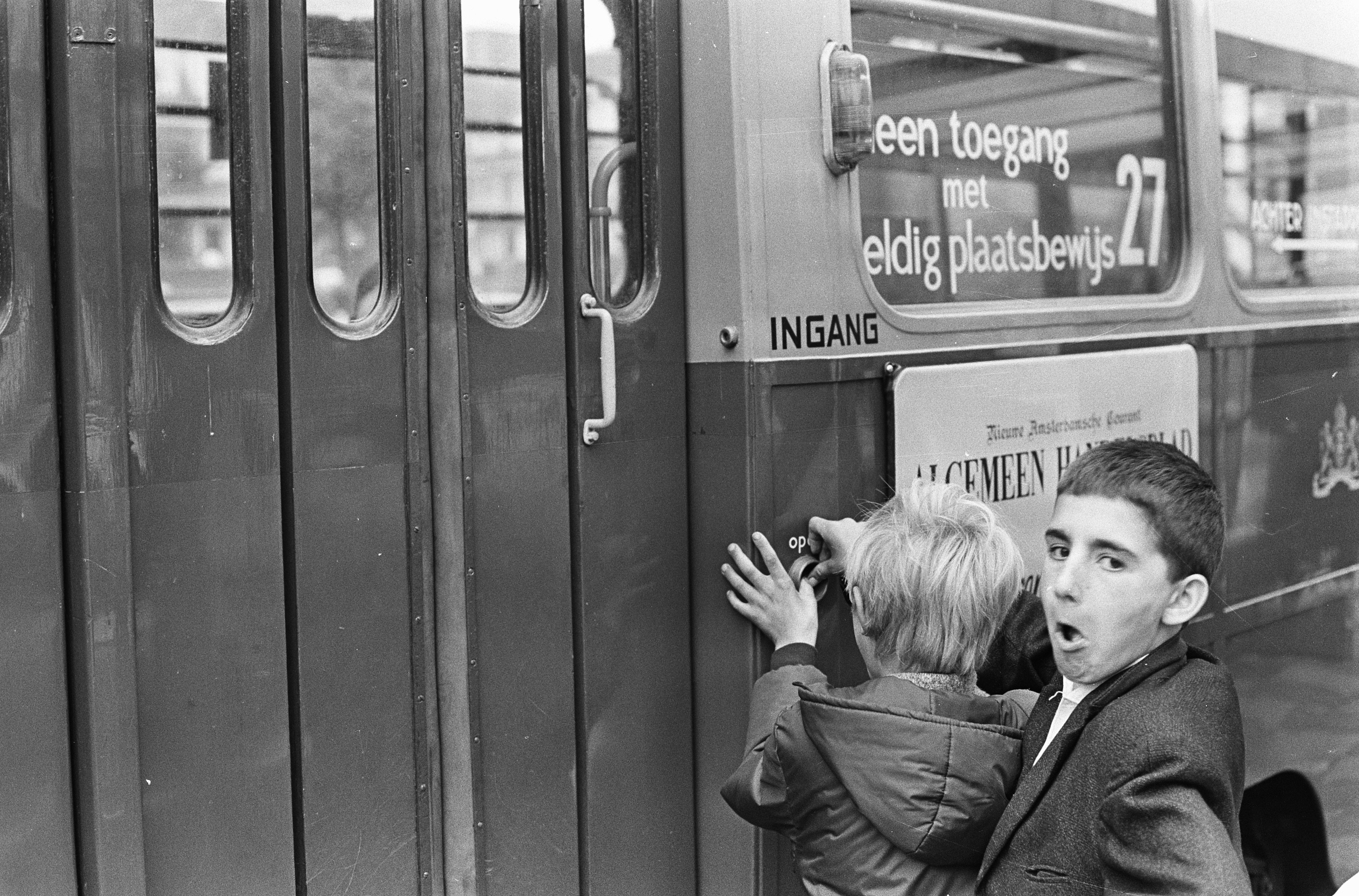
Dievenwagen tramlijn 27 in bedrijf genomen. Druk op de knop en deur is open.

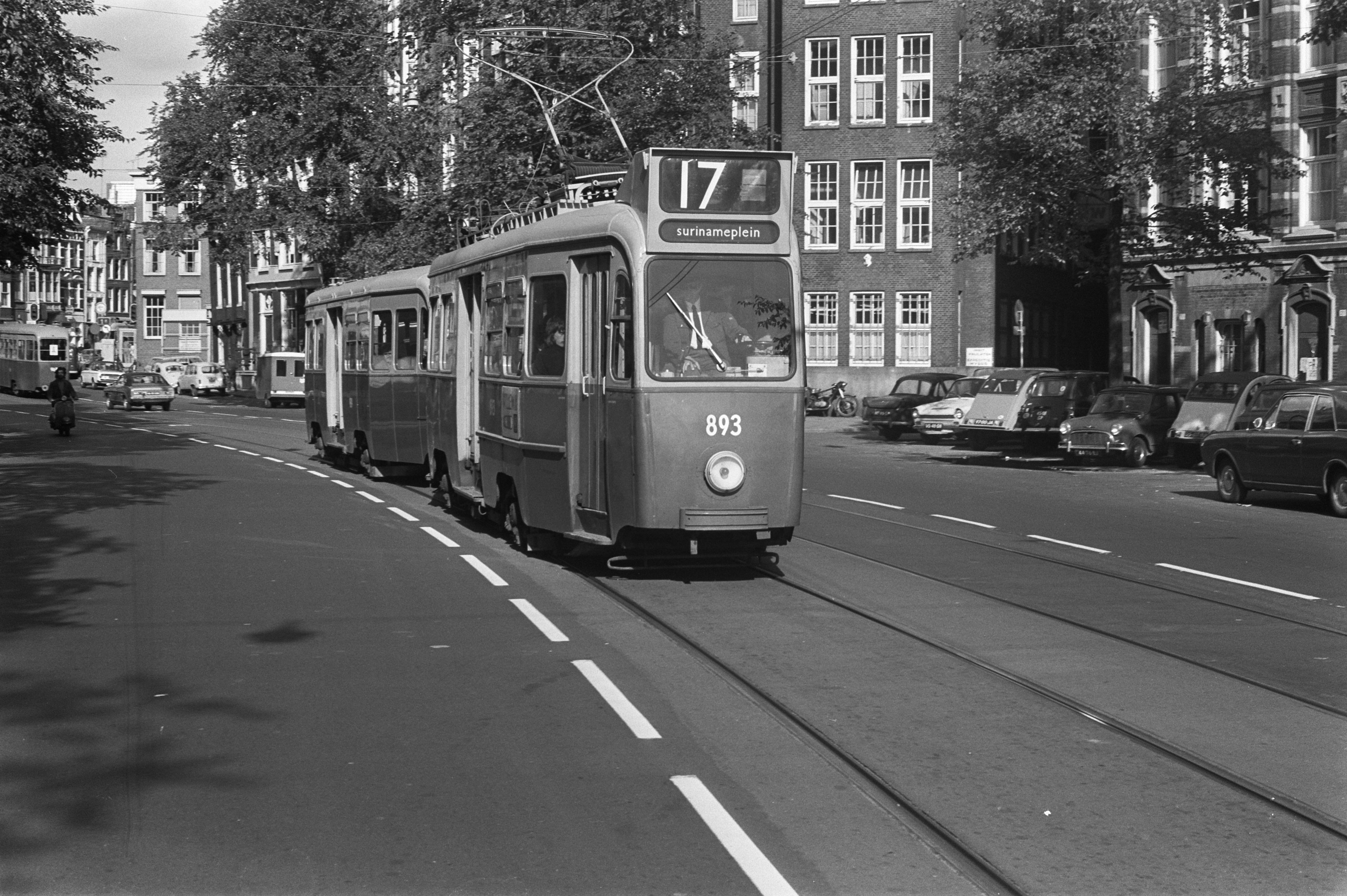
Amsterdams drieassertramstel na modernisering begin jaren zeventig, met grote filmkast, nieuwe deuren en rode 'bloedneus', op lijn 17 op de Nieuwezijds Voorburgwal; 1972.

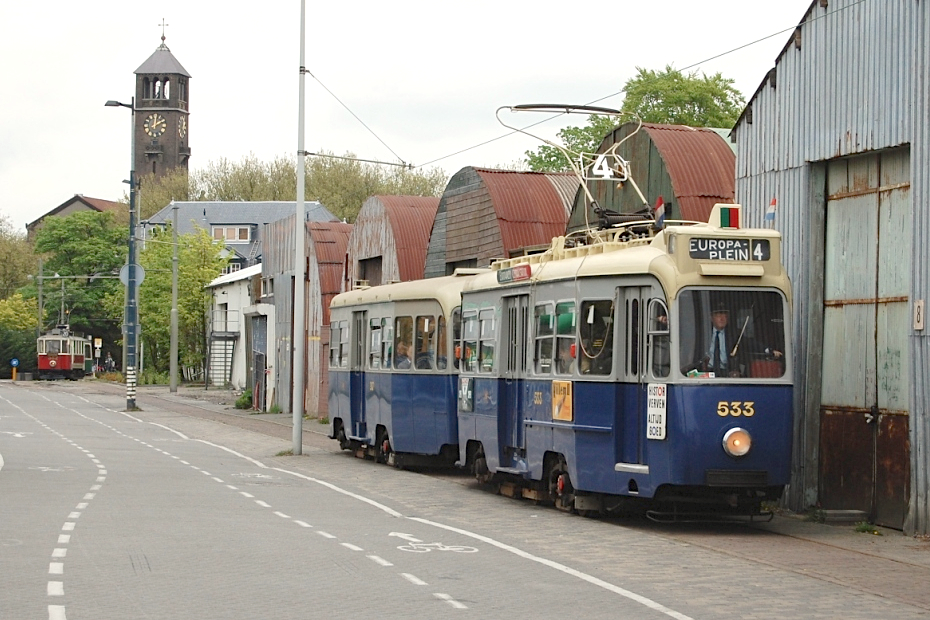
Amsterdams drieassertramstel 533 + 987 op de Electrische Museumtramlijn Amsterdam bij het Haarlemmermeerstation.

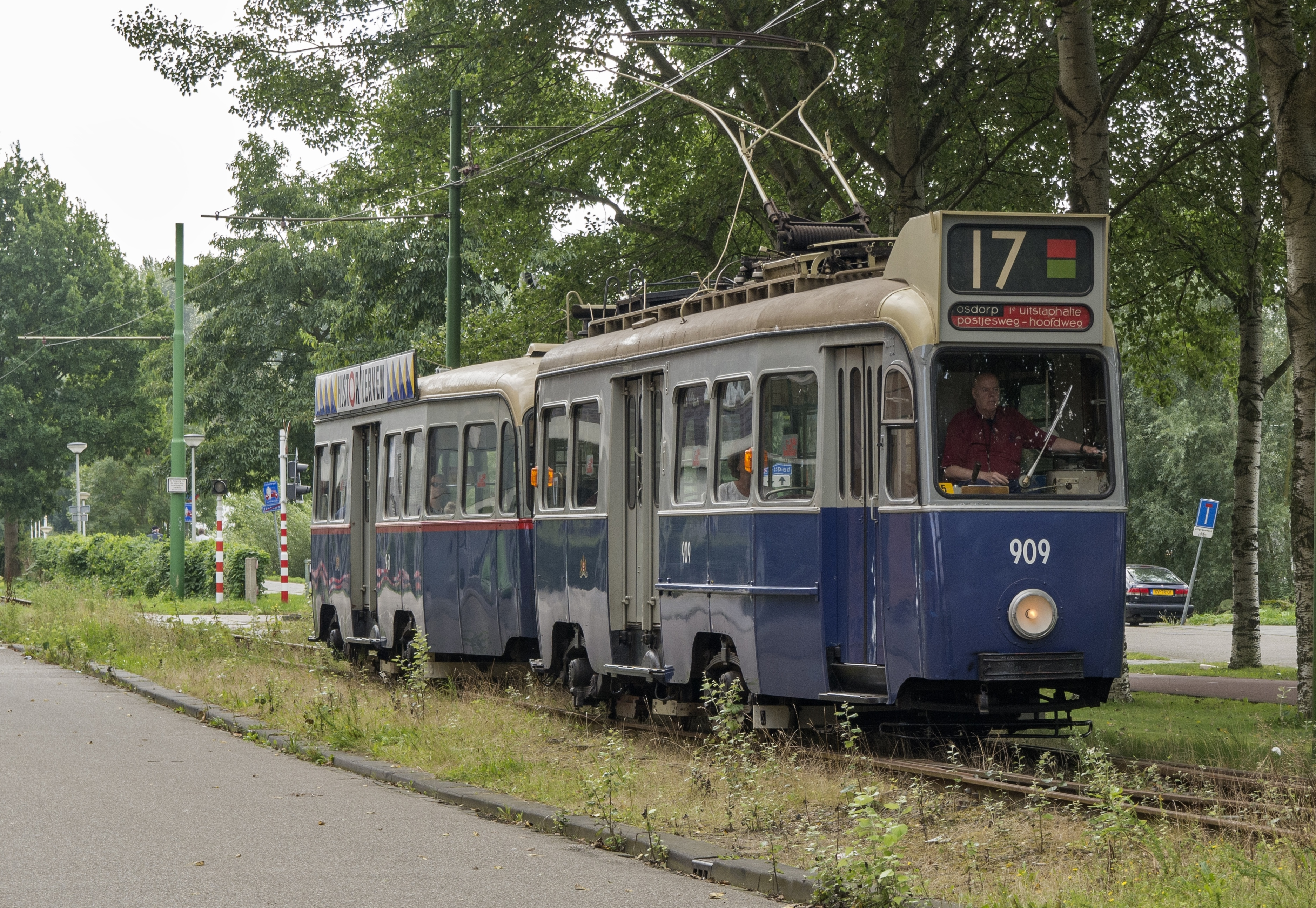
Amsterdams drieassertramstel 909 + 961 op de Electrische Museumtramlijn Amsterdam bij het Jollenpad.

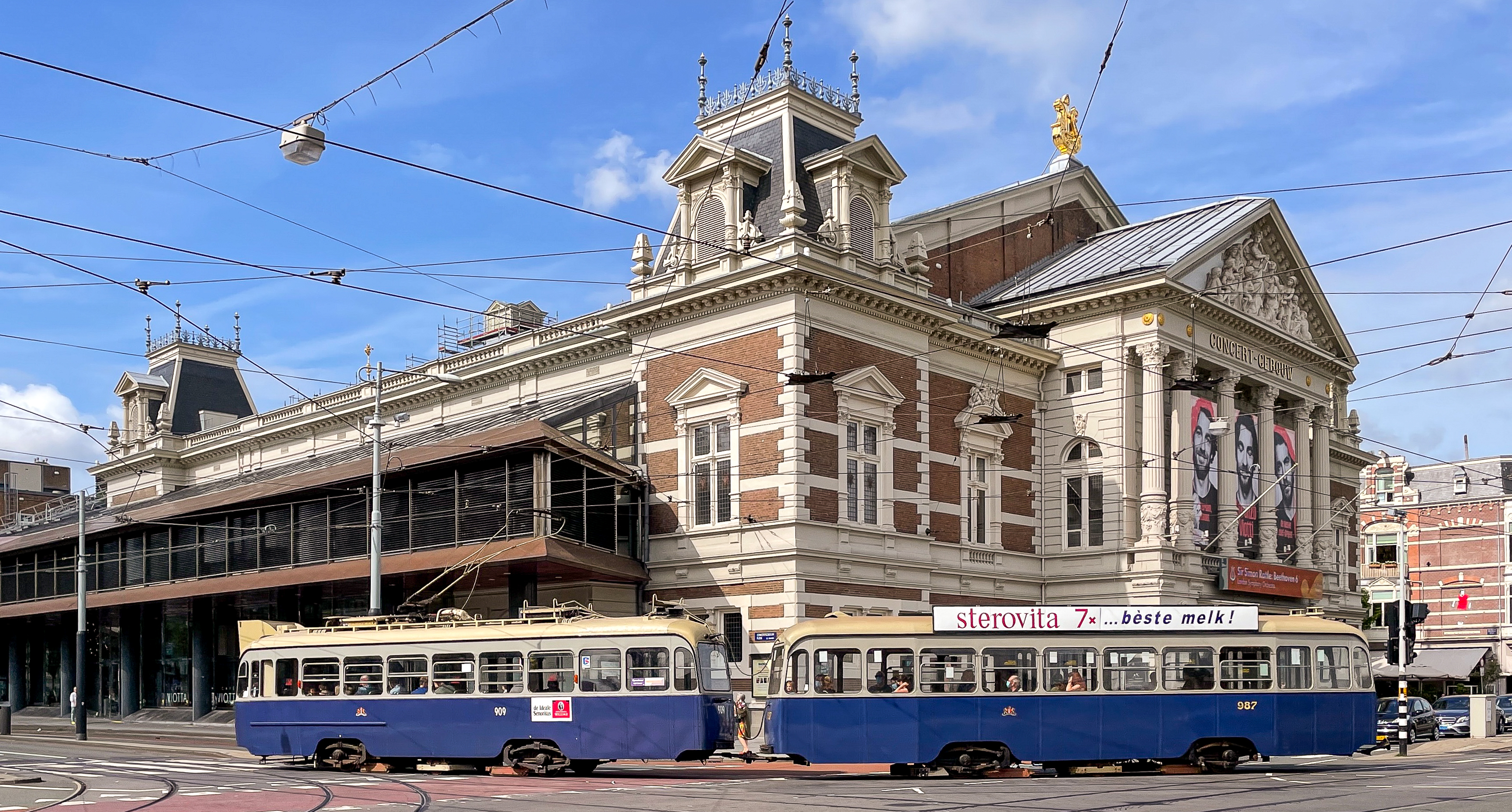
Amsterdams drieassertramstel 909 + 987 bij het Concertgebouw.

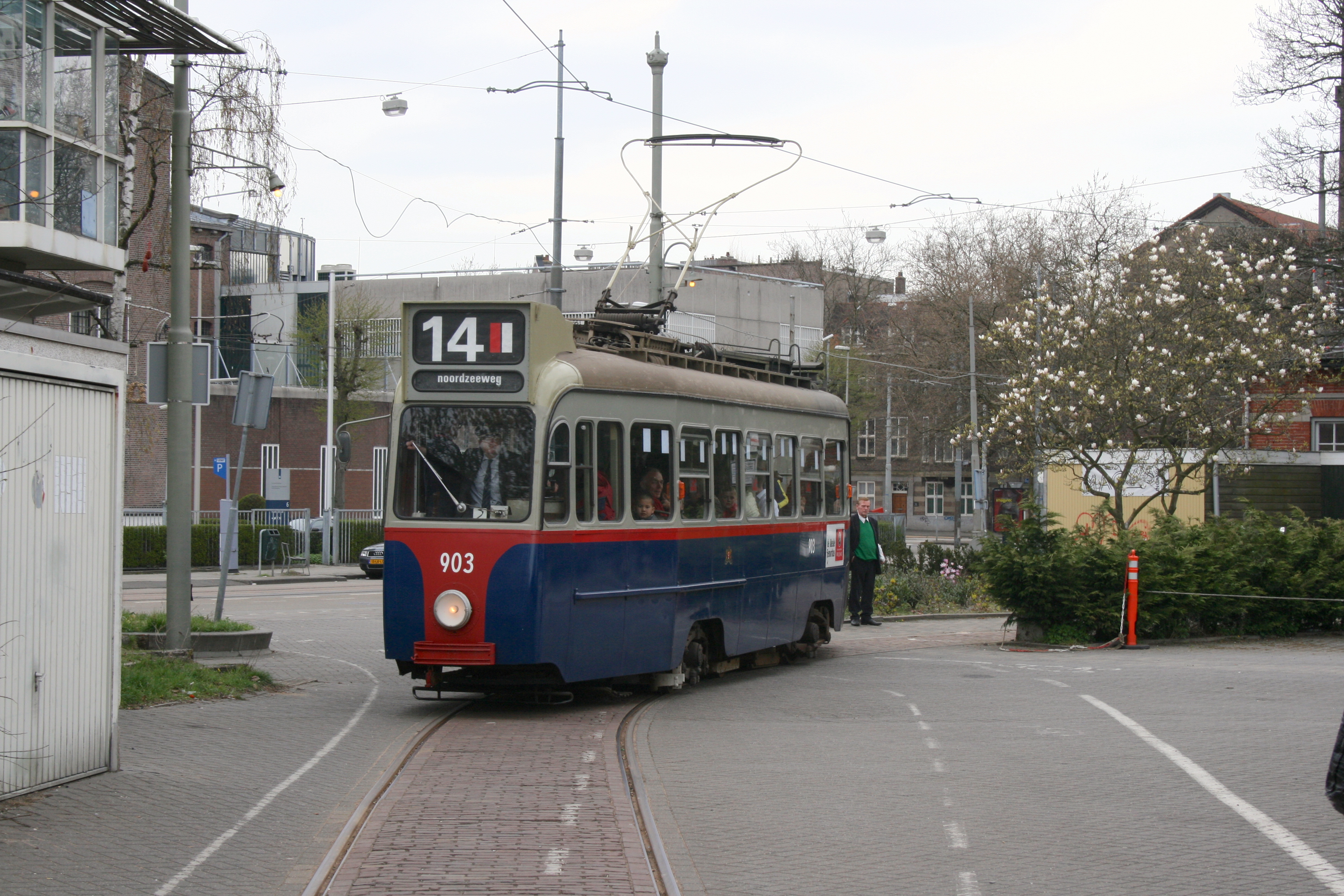
Drieasser motorwagen GVB 903 met 'bloedneus' bij het Haarlemmermeerstation.

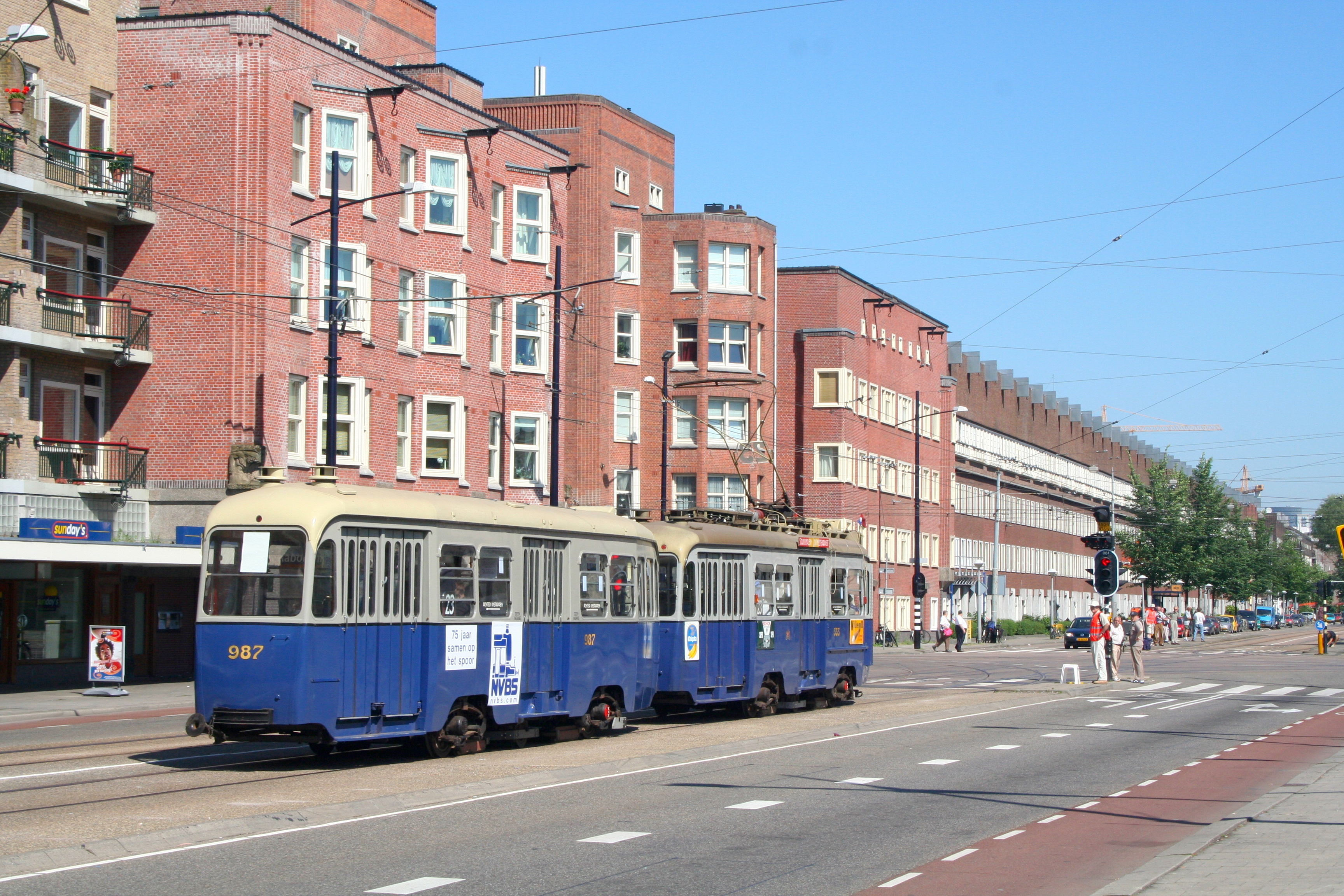
Drieassertramstel GVB 987 + 533 op het Mercatorplein; 2006.

De Amsterdamse drieassers zijn een tramtype met een speciale constructie van het onderstel op drie assen, waarvan aan het eind van de jaren veertig van de twintigste eeuw 60 motorwagens en 50 aanhangwagens door Werkspoor te Utrecht zijn gebouwd voor de Amsterdamse tram.

## Geschiedenis
Reeds aan het einde van de jaren dertig dacht de Gemeentetram Amsterdam (GTA) aan de bestelling van nieuwe grotere trams. Omdat de tot dan toe gebruikelijke tweeassers hiervoor niet toereikend waren moesten zij draaistellen krijgen. Moderne vierassers, zoals die sinds 1929 bij de Rotterdamse tram te vinden waren, waren voor Amsterdam te duur. Daarom werd een compromis gevonden in de aanschaf van drieassers. In Zürich in Zwitserland waren in 1938 twee drieassers op proef in dienst gesteld die de belangstelling van de GTA hadden getrokken. Ook in Nederland waren toen al drieassers in dienst bij de NZHTM en de LTM. Vertraagd door de Tweede Wereldoorlog bestelde de Amsterdamse tram pas in 1946 een serie trams bij Werkspoor, gebaseerd op het drieassige onderstel volgens het Zwitserse systeem van dr. Jakob Buchli.

### Uitvoering
Tussen 1948 en 1950 werden zestig motorwagens (491-550) en vijftig bijpassende bijwagens (951-1000) afgeleverd. In een aantal opzichten waren zij moderner dan de voorgaande tramseries. Zo hadden zij een wagenbak in lichte stroomlijnvorm, een zittende bestuurder in een eigen cabine met een gordijntje tegen ongewenste lichtinval en met een eigen dienstingang. De conducteur zat achterin en de passagiers stapten uit in het midden. Daardoor was de passagierscirculatie niet optimaal. Verder hadden ze beklede banken en elektrisch bedienbare deuren (behalve de dienstingang). Ze waren uitgevoerd als eenrichtingwagens. Ook waren ze uitgerust met een optisch haltesignaal met groene en rode lampen. Aanvankelijk werd dit door de conducteur bediend, later door de passagiers. 
Het waren de eerste trams in Amsterdam met een filmkast waarbij de lijn en richtingaanduiding gecombineerd waren en voor de zichtbaarheid met schuin aflopende letters waarbij de lijnkleur niet meer aanwezig was. Deze keerde na protest echter terug achter de voorruit en sinds 1959 werd op de filmkast hiervoor een lijnkleurkastje aangebracht. De lijnkleur was wel gehandhaafd op de zijlat met bestemming aan de instapzijde en achter de conducteursplaatsen waren lijncijferbordjes geplaatst. Ook hadden zij nog de klassieke sleepbeugel met beugelcijfer.
Met name de motorwagens hebben in de loop der jaren vele verbouwingen, interieurwijzigingen en andere aanpassingen ondergaan en intensief onderhoud nodig gehad. Bij de bijwagens bleef het interieur met langsbanken tot het einde toe gehandhaafd en vonden slechts enkele aanpassingen plaats zoals bijvoorbeeld nieuwe deuren maar bleef ook de conducteur gehandhaafd.

### Rijeigenschappen
Een drieasser is feitelijk een groter uitgevoerde tweeassige tramwagen die voorzien is van een extra middenas. Deze middenas dient tot het instellen van de beide andere assen waarmee het voertuig soepeler door bogen kan lopen. Hiermee zou slijtage worden tegengegaan, was de gedachte. In de praktijk bleken de drieassers in Amsterdam kwalitatief tegen te vallen. Kort na de bevrijding konden de door Werkspoor gebruikte materialen niet aan hoge eisen voldoen.  Door de relatief zwakke elektromotoren was een tramstel in het stadsverkeer trager dan de vooroorlogse tweeassers. Zowel bij het optrekken als het afremmen hadden de drieassers de neiging tot slippen. Bij een tramstel was duidelijk merkbaar dat een relatief zware bijwagen   
werd getrokken en dat was voor de passagiers merkbaar door het bonken maar de mate daarvan hing ook af van de rijstijl van de bestuurder. Doordat de stellen relatief traag waren zijn deze nauwelijks bij spectaculaire ongevallen betrokken geweest. Daarentegen kon een losse motorwagen een pittige rijsnelheid bereiken en reed ook soepeler.

### 1948-1960
Met de komst van deze voor die tijd moderne trams konden de laatste trams uit de begintijd van de elektrische tram worden afgevoerd. Nadat zij hun eerste ritten maakten op de lijnen 26 en 11 reden de drieassers aanvankelijk vooral op de lijnen 9, 24 en 25. Doordat 10 motorwagens meer waren aangeschaft dan bijwagens reed meestal één lijn met losse motorwagens. Van 1953-1955 was het lijn 4, in 1955-1956 lijn 17. 
Begin jaren vijftig had men plannen om een bestelling te plaatsen van 160 soortgelijke motorwagens (551-710) en 130 bijwagens (1001-1130), maar dan uitgevoerd als vierassers. Het beoogde aantal werd al spoedig teruggebracht tot 100 motorwagens (551-650) en 60 bijwagens (1001-1060). Door de bestedingsbeperking ten gevolge van de Korea-oorlog kwam hier niets van terecht. 
Daarna dacht men nog aan verbouwing van een aantal bijwagens tot motorwagens om zo meer lijnen naar voorbeeld van lijn 4 met losse motorwagens te laten rijden. Bij de bouw was met deze mogelijkheid al rekening gehouden, maar ook dit plan vond geen doorgang. In plaats hiervan dacht men nu aan modernisering van de "Blauwe wagens" 396-475 en 80 "grootbordesbijwagens" analoog aan de drieassers. Na de "Utrechtenaar" 312 en "Bergmanwagen" 393 nam men de 406, 418, 421 en 457 en de bijwagens 724, 737, 758 en 760 in behandeling. Dit project werd gestaakt omdat de nieuwe directeur investeringen in meer dan 30 of 40 jaar oude trams niet meer verantwoord vond. In plaats hiervan kwamen er gelede trams.
Vanaf 1957 werden op lijn 2 als aanvulling losse motorwagens ingezet waarbij het interval was afgestemd op de geboden capaciteit. Na de komst van de 12 aanvullende enkelgelede wagens in 1959 zouden 6 losse motorwagens werkeloos in de remise staan. Door het raadslid Weenink werd in februari 1959 een voorstel gedaan voor de aanschaf van 6 extra bijwagens (1001-1006) om zo de drieassers op andere tramlijnen te kunnen inzetten. Dit voorstel werd door de hoge kosten van een miniserie echter niet overgenomen. De losse motorwagens bleven op lijn 2 en werden sinds 1963 ook op lijn 1 ingezet. De vrijkomende gelede wagens werden op andere tramlijnen ingezet. Ook het plan de drieassers, in navolging van een aantal buitenlandse trambedrijven, tot gelede trams te verbouwen vond gezien de hoge kosten geen doorgang.

### 1960-1968
Na de komst van de gelede wagens raakten de drieassers verspreid over andere tramlijnen. De gelede wagens reden toen de diensten die de gehele dag en avond reden, de drieassers de dagdiensten en de tweeassers de spitsdiensten. Alleen op de min of meer als sneltram aangelegde tramlijn 17 naar Osdorp reden ze niet (uitzonderingen daargelaten). Op de lijnen 1 en 2 trokken ze geen bijwagen, omdat de wisselplaatsen in de Leidsestraat nog geen langere trams toelieten.
Na exploitatie met losse motorwagens in de zomer van 1967 werden voor een proef op spitslijn 27 de 494, 495, 514, 516, 517, 520, 527, 530, 531, 544 en 545 verbouwd tot eenmanwagen. Ook de bijwagens 954, 955, 959, 969, 977, 979, 985, 986, 991, 992 en 994 werden geschikt gemaakt om achter de eenmanwagens dienst te doen maar behielden de conducteur. Later volgden nog de 965, 980 en 995. Na een prijsvraag met de naam "Het beestje moet een naam hebben" met als hoofdprijs een netabonnement voor 12 maandenwerd de officiële bijnaam "dievenwagen" maar spontaan ontstond later de naam "bloedneus" vanwege de rode voorkant. De wagennummers waren aan de voorzijde van deze motorwagens aanvankelijk grijs in plaats van wit. 
In 1968 werden twaalf motorwagens verbouwd met een grotere filmkast en nieuwe deuren. Sommige kregen ook polyester beplating. Dit betrof de 891, 893, 898, 905, 907, 909, 913, 921, 925, 934, 935, 943 en de bijwagens 951, 958, 961, 964, 968, 983, 996 en 999. De 891 werd verbouwd tot instruktiewagen.
In 1968 werden de motorwagens 491-550 vernummerd in 891-950, omdat er bussen zouden worden afgeleverd met dezelfde wagennummers. Rond deze tijd werden ook de meeste wagennummers van bladgoud vervangen door moderne witte wagennummers(lettertype: Univers 65, net als het lettertype in de lijnfilms). Slechts enkele wagens deden na 1968 nog dienst met gouden wagennummers.

### 1968-1975
De eerste drieassers gingen in 1968 buiten dienst op een leeftijd van slechts bijna twintig jaar en werden toen op het zijterrein van de remise Havenstraat geplaatst. Hiervan brandde op 29 december 1971 bijwagen 953 volledig uit. Het was de bedoeling dat ze een grote revisie zouden krijgen maar vijf jaar later waren ze slooprijp (en werden in 1973-1974 afgevoerd). Alleen de 939 wist de dans te ontspringen en werd alsnog tot bloedneus verbouwd.
De overige drieassers reden vrijwel alleen nog in de spitsuren.
In 1969 waren er plannen om de helft van de 124 dubbelgelede wagens tot 62 enkelgelede wagens te verbouwen en de andere helft van de dubbelgelede wagens tot 62 driedubbelgelede wagens.
Achter de zo gevormde 62 enkelgelede wagens samen met de bestaande 36 enkelgelede wagens, dus totaal 98 enkelgelede wagens, zouden dan 98 drieassige bijwagens komen. Naast de 50 bestaande bijwagens zouden er 48 van de 60 drieassige motorwagens dan tot bijwagens verbouwd worden en achter de enkelgelede wagens gaan rijden.
Er werd een proefrit gehouden met een enkelgelede wagen met een drieassige bijwagen, maar deze mislukte, waarna het plan van tafel verdween. Het bleek dat het motorvermogen van de gelede trams niet toereikend was voor het trekken van een bijwagen.
In 1971 werden de met een grote filmkast en nieuwe deuren verbouwde drieassers verbouwd tot eenmanwagen met een bloedneus en stempelautomaten in de motorwagen maar nog steeds met een conducteur in de bijwagen. Ook de voormalige dievenwagens kregen een stempelautomaat en de bijwagens een rode band.
Voorts werden van 1971-1973 nog 16 motorwagens verbouwd met grote filmkast en nieuwe deuren tot bloedneus: de 892, 896, 899, 901, 902, 903, 904, 910, 919, 922, 923, 932, 939, 940, 941, 942 en 946 alsmede de bijwagens 959, 962, 965, 966, 967, 970, 971, 972, 975, 976, 979, 984, 985, 988, 989, 990, 991, 994 en 998, waarvan alleen de deuren werden vernieuwd en werden voorzien van lijnfilmkastjes achter met tweedehands lijnfilms afkomstig van de motorwagens. Bij de 991 werden de deuren niet vervangen maar de bestaande vouwdeuren grijs geschilderd. Ook werden een aantal wagens voorzien van plafondverwarmingsplaten afkomstig van gesloopte Brusselse standaardmotorwagens, vooral voor belang van de passagiers van lijn 17 waarop de stellen de hele dag dienstdeden.
De 892, 901, 902, 903, 919, 922 en 942 werden tevens semi-instruktiewagen met een extra instructeurstoel. Instruktiewagen 891 werd ook verbouwd tot bloedneus, maar zou voor het eerst pas in 1976 (eenmalig) en vanaf 1978 regelmatig in de passagiersdienst verschijnen. Ook de 901 kwam pas vijf jaar na zijn verbouwing tot bloedneus in de passagiersdienst.
Van de bloedneuzen oude stijl werden ook nog de 894, 895, 916, 927 en de 944 verbouwd met grote filmkast en nieuwe deuren maar daarna stopte men ermee zodat er 34 bloedneuzen met grote filmkast waren en 6 met kleine filmkast en oude deuren (914, 917, 920, 930, 931 en 945). Bijwagen 995 van het stel 945 + 995 was als enige nog voorzien van gouden wagennummers.
Op de lijnen 1 en 2 werden vanaf 1971 (lijn 1) en 1972 (lijn 2) geen drieassers meer ingezet. De weer tot Surinameplein ingekorte lijn 17 werd vanaf de zomerdienst 1972 op maandag t/m vrijdag geheel met drieasserstellen gereden. Na de middagspits werden ze echter vervangen door gele gelede wagens ('elektronen') van lijn 1. Later gebeurde dit ook voor de ochtendspits. In de zomer van 1973 en in december 1973 reden echter gelede wagens omdat die door personeelsgebrek over waren.
In augustus 1973 verliet het stel 914 + 954 remise Lekstraat zonder bestuurder. Het stel reed op een sukkeldrafje het drukke kruispunt Rijnstraat / Vrijheidslaan over en werd toen in de Rijnstraat door een oplettende bestuurder van lijn 4 tot stilstand gebracht. Eerder was dit al gebeurd in 1962 met de 507 vanuit remise Havenstraat.
Niet-verbouwd waren eind 1973 nog aanwezig de 897, 900, 906, 908, 911, 912, 915, 918, 924, 926, 928, 929, 933, 936, 937, 938, 947, 948, 949 en 950. Hiervan hebben alleen de 915, 918, 933 en 950 in 1973-'74 nog extra RAI-diensten op lijn 4 gereden.
In 1973 acteerden de 922, 932 + 999, 939 + 967 en de 942 ontdaan van wagennummers in de speelfilm 'Naakt over de schutting' waarin een achtervolging tussen een gelede wagen en een drieasser plaatsvond.
Op de valreep kregen ze nog een mobilofoon maar lang heeft die niet meer gefunctioneerd. Daarna reden de onverbouwde drieassers (met 3 man personeel) incidenteel nog op extra diensten en in oktober en november 1974 zelfs reguliere spitsdiensten op lijn 4 en 25. Als laatste reden op 29 november 1974 de 915 + 974 en 933 + 987 op de lijnen 4 en 25.
In de jaren 1973-1975 werden alle onverbouwde drieassers afgevoerd. Bijwagen 1000 zou als museumwagen worden bewaard maar de 987 bleek in betere conditie. Alleen op papier werd daarom de 1000 vernummerd in 987 en de 987 in 1000. Verder ontsprong alleen de 911 de dans en werd verbouwd tot werkwagen M5. De 933 en bijwagen 987 werden in 1977 museumtrams.

### 1975-1983
Na de komst van de gelede 8G-wagens (serie 725-779) verdwenen de drieassers vanaf de zomer van 1975 uit de dienst.
De kop van de 937 (met het oude nummer 537) werd tijdens de tentoonstelling Halte 75 voor het van Goghmuseum geplaatst evenals Union 144 (geleend uit het spoorwegmuseum). Nadien verhuisde deze kop naar de basiswerkplaats aan de Joan Muyskenweg.
In oktober 1975 kregen ze door een door B&W ingesteld embargo, om een gunstige onderhandelingspositie met het rijk over de overname van de tekorten te krijgen, zelfs een officieel rijverbod waarbij ze ook in noodgevallen niet mochten worden ingezet. Vanaf januari 1976 verschenen ze, naar lang aandringen, dan toch weer incidenteel in dienst, alleen bij gebrek aan gelede wagens. Eind maart 1976 verschenen door de buitendienststelling van de verbouwde 800-en door een constructiefout aan de draaistellen weer vijf stellen in de dienst, zelfs instruktiemotorwagen 891 (voor het eerst sinds 1964).
Men mocht de wagens echter niet slopen, omdat door de komst van de metro in 1977 weer meer trams nodig waren. Voorjaar 1977 werd door directeur J.M. Ossewaarde bepaald dat de drieassers niet de binnenring en het Damrak mochten berijden en ook niet buiten de 19e-eeuwse wijken mochten komen. Dit hield in dat inzet alleen op lijn 3, 12 en 17 mogelijk zou zijn. Uiteindelijk zag de directeur van dit plan af en werden de drieassers met de winterdienst 1977-1978 op alle lijnen ingedeeld.
In 1977 werden dan ook 25 wagens (in de praktijk 24) opgeknapt en in weer in dienst gesteld. Het betrof hier de 891, 892, 893, 894, 896, 901, 902, 903, 905, 909, 910, 913, 919, 921, 922, 923, 925, 932, 934, 939, 942, 943, 944 en 946 alsmede de bijwagens 951, 958, 959, 961, 964, 965, 966, 967, 968, 970, 972, 973, 975, 976, 977, 979, 983, 985, 994, 996, 998 en 999.
De motorwagens werden hierbij van een buitenspiegel voorzien, die alleen de semi-instructiewagens al hadden. De stempelautomaten keerden, net als de mobilofoon, echter niet terug. De motorwagens waren nu weer zichtkaartwagens net als de 'dievenwagens' op lijn 27 destijds. Ook de verwarming keerde niet meer terug zodat verblijf in de wagens bij koud weer onaangenaam was en het personeel dan vaak extra dik was ingepakt.
Daar het publiek met de drieassers inmiddels onbekend was, wilden passagiers bij de bestuurder bij de dienstingang instappen om een kaartje te kopen, maar door de bestuurder dan naar achter werden verwezen. Eenmaal binnen werden ze dan weer naar de conducteur in de bijwagen verwezen en miste men vaak zijn tram. Later werden de motorwagens voorzien van bordjes met de tekst: "Kaartje kopen? Stempelen? Achter in stappen Andere wagen!!"
Ze kregen in tegenstelling tot de gelede wagens in verband met de komst van de nieuwe lijnen 6 en 12 geen nieuwe lijnfilms. Volstaan werd met het toevoegen van een lijnkleurloze lijn 12. Lijn 6 was reeds met lijnkleur in de lijnfilm aanwezig.
Ze waren ingedeeld in de spitsuren op alle lijnen (maximaal 20 stuks). Al bij het ingaan van de winterdienst bleek het aantal gelede wagens onvoldoende, zodat 2 spitsdiensten van lijn 16 en 24 extra door een drieasser moesten worden gereden. Later bleek het aantal beschikbare gelede wagens door een aantal zware aanrijdingen nog drie minder te bedragen en daardoor verschenen ze zelfs in de dagdienst op de lijnen 4, 6 en 13, waardoor totaal 25 stellen waren ingedeeld. Daar er slechts 24 motor- en 23 bijwagens waren opgeknapt en men niet overging tot het opknappen van de overige wagens vielen de officieel ingedeelde diensten vaak uit.
Tot begin 1978 waren slechts 10 stellen in dienst. Begin 1978 reden met uitzondering van de diensten van lijn 1 alle ingedeelde wagens en verschenen voor het eerst drieassige stellen op lijn 2 (afgezien van inzet tijdens een stremming in de Leidsestraat). Al snel slonk het aantal dienstdoende drieassers door personeelstekort ten gevolge van de griep.
Wagens die gedurende deze periode defect raakten werden echter niet gerepareerd, zodat - toen er weer wel personeel was - men weer onvoldoende dienstvaardige wagens beschikbaar had. Het aantal dienstdoende drieassers varieerde hier door sterk in aantal per dag.
Hoewel er ook op lijn 1 officieel drie stellen waren ingedeeld is het maar een keer (3 oktober 1978 in de ochtendspits) voorgekomen dat ze daadwerkelijk reden.
De overige bloedneuzen (895, 898, 899, 904, 907, 916, 935 en de 941 en de bijwagens 962, 971, 984, 988, 989, 990 en de 991) werden reserve maar zouden, behalve de 984, niet meer in de dienst terugkeren. De zgn. 'glaasjeswagens' 914, 917, 920, 930, 931 en 945, alsmede de 927 en de 940, werden in 1978 afgevoerd, evenals de bijwagens 954, 969, 974, 980, 986, 992, 993 en 995.
De 943 kwam in 1978 na een zware aanrijding op lijn 3 buiten dienst te staan en werd afgevoerd. Ook bijwagen 967 werd buiten dienst gesteld maar de 984 kwam daarentegen weer in dienst.
Door de instelling van lijn 5 op 20 december 1978 verschenen er naast de 20 ingedeelde diensten weer vier stellen in de dagdienst op de lijnen 6, 16 en 24 (2 stuks) en op spitsdiensten van lijn 4, 16, 24 en 25. Er waren nu 27 drieassige stellen ingedeeld waarvoor echter maar 23 stellen dienstvaardig waren. De officieel ingedeelde 20 diensten hebben na 5 december 1978 in het geheel niet meer gereden.
Begin 1979 was door de strenge winter veel geleed trammaterieel defect en verschenen de drieassers op bijna alle lijnen in de dagdienst. Tijdens de sneeuwstorm van 14 en 15 februari 1979 werden de drieassers in de remise Havenstraat binnen gehouden omdat het pekeldotje niet meer aanwezig bleek te zijn en de bestuurders dan geen goed zicht meer hadden.
Daarna kwamen ze weer in de dienst en moesten in de dagdienst worden ingezet ter vervanging van defecte gelede wagens. Maar defecte motorwagens werden niet meer gerepareerd (uitgezonderd de semi-instructiewagens) zodat er steeds minder stellen reden en op de laatste dag van de winterdienst nog zes stellen in de dagdienst reden.
Met de komst van de gelede 9G-wagens (serie 780-804) eindigde de inzet in de normale dienst bij het einde van de winterdienst in mei 1979. Met de winterdienst in oktober 1979 reden ze nog slechts incidenteel diensten alleen bij materieelgebrek.

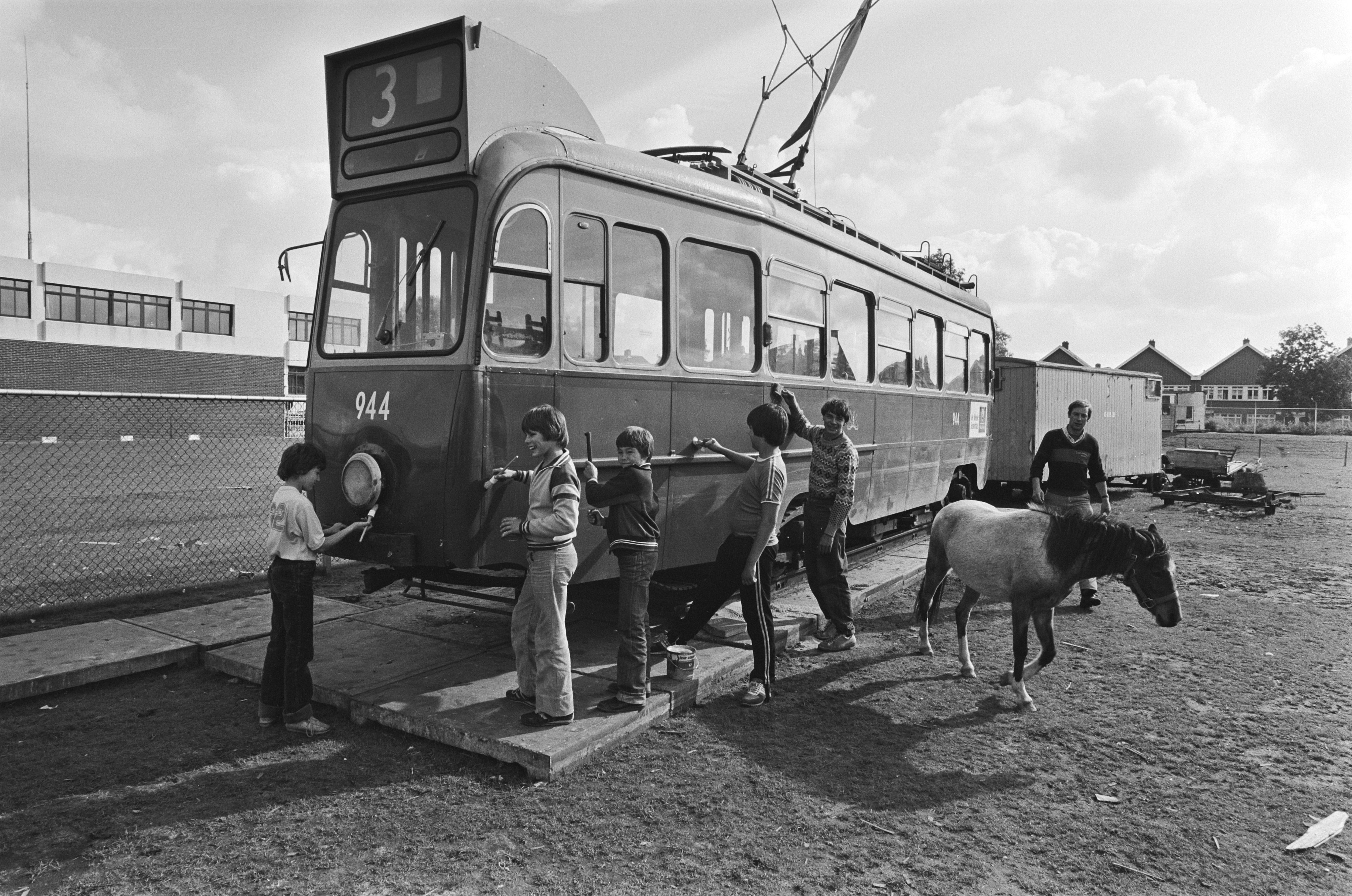
Motorwagen 944 bij Jeugdland. 1980

De 896 zou naar een trammuseum in de Verenigde Staten gaan en werd door het GVB opgeknapt. Om de Amerikanen in de gelegenheid te stellen hun museumtram in Amsterdam te fotograferen werd de 946 tijdelijk vernummerd in 896. Uiteindelijk ging de 896 niet naar de VS maar bleef bij het GVB, in plaats van de 901 die werd gesloopt. De 944 werd in een speeltuin in Amsterdam-Noord geplaatst.

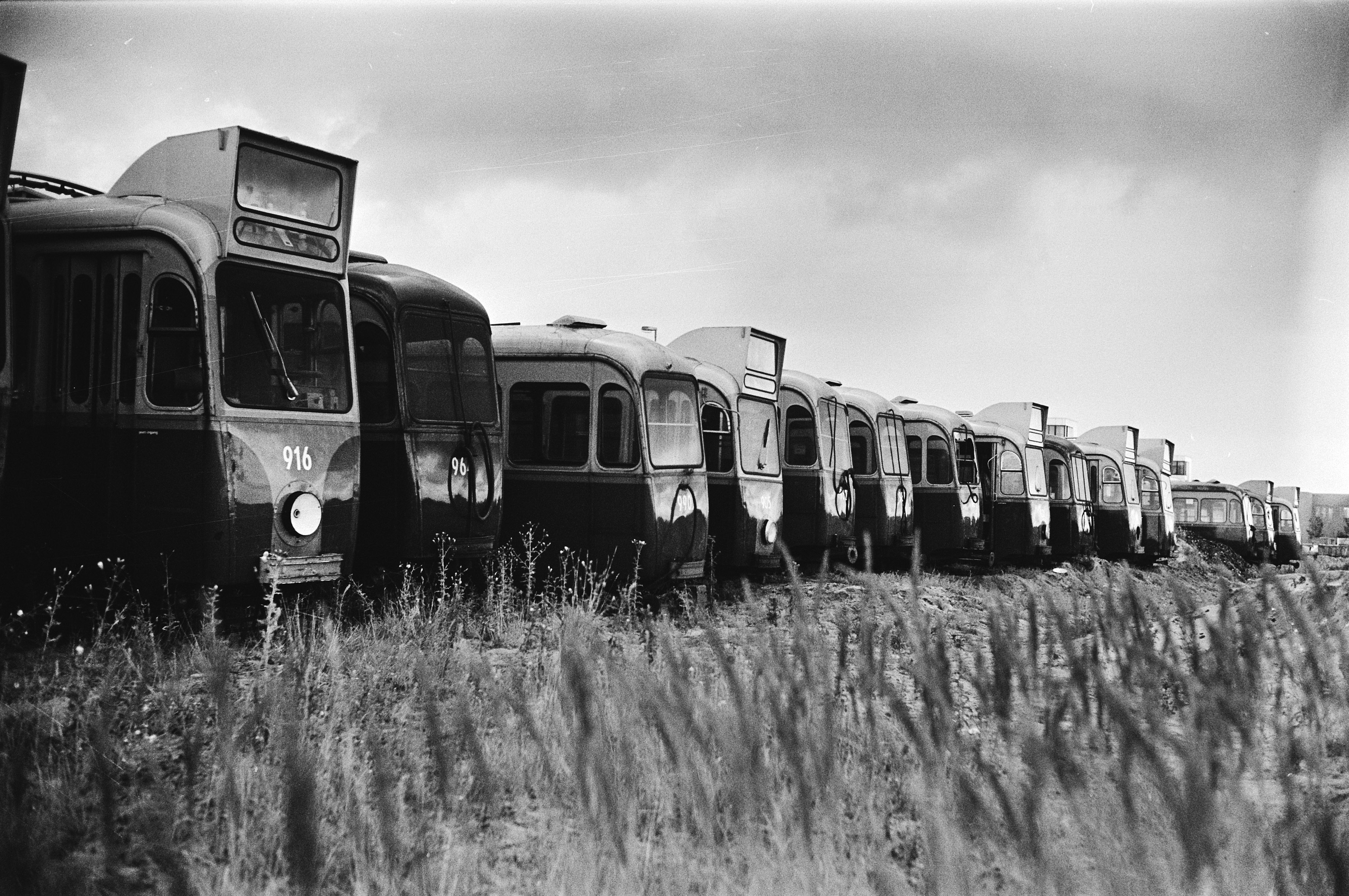
Buiten spoor geplaatste drieassers bij metrowerkplaats Diemen in 1979

Door plaatsgebrek in de remises kwam een groot aantal wagens in de zomer van 1979 op een terrein naast de metrowerkplaats in Diemen in de open lucht te staan, waar ze door vandalen en souvenirjagers vrijwel slooprijp werden gemaakt. Na protesten in de gemeenteraad, die wilde dat de wagens nog normaal inzetbaar zouden zijn, werden ze opgeslagen in een loods in Amsterdam-Noord, maar ze waren feitelijk al slooprijp en werden daarom in 1980 afgevoerd naar een sloper in Badhoevedorp. Er was nog een plan om de sleepbeugels te vervangen door pantografen. Dit is echter nimmer gebeurd.
Begin 1980 verschenen echter weer vier stellen vast op de lijnen 4, 16, 24 en 25 (aanvankelijk lijn 10 in plaats van lijnen 16 en 24). Het betrof hier de 8 semi-instructiewagens 891, 892, 901, 902, 903, 919, 922 en 942 alsmede de bijwagens 958, 959, 961, 965, 966, 968 en 999. Na de komst van de gelede 10G-wagens (serie 805-816) was dit weer voorbij.
Daarna verschenen ze alleen nog bij evenementen in de RAI als extra op lijn 4 en heel incidenteel in de lijndienst bij gebrek aan geleed materieel.
Op zeven semi-instructiewagens, de 896 en acht bijwagens na, werden alle nog overgebleven drieassers (inclusief semi-instruktiewagen 901) in 1980 afgevoerd. Bijwagen 984 werd vernummerd in 966 omdat deze in betere conditie was dan de 966 maar de 966 bij de te behouden bijwagens hoorde.
Door de instelling van lijn 14 in september 1982 ontstond er weer gebrek aan gelede trams en daarom reden toen incidenteel weer enkele drieassers, zelfs op de nieuwe lijn 14, waarbij het ook twee keer voorkwam dat de 896 los werd ingezet. Ook kwam enkele keren een drieassig stel op lijn 1 voor. De resterende drieassige motorwagens werden alsnog van een nieuwe lijnfilm voorzien. Ook werd VETAG ingebouwd. De laatste drieassers reden in de lijndienst in april 1983.

### Sinds 1983

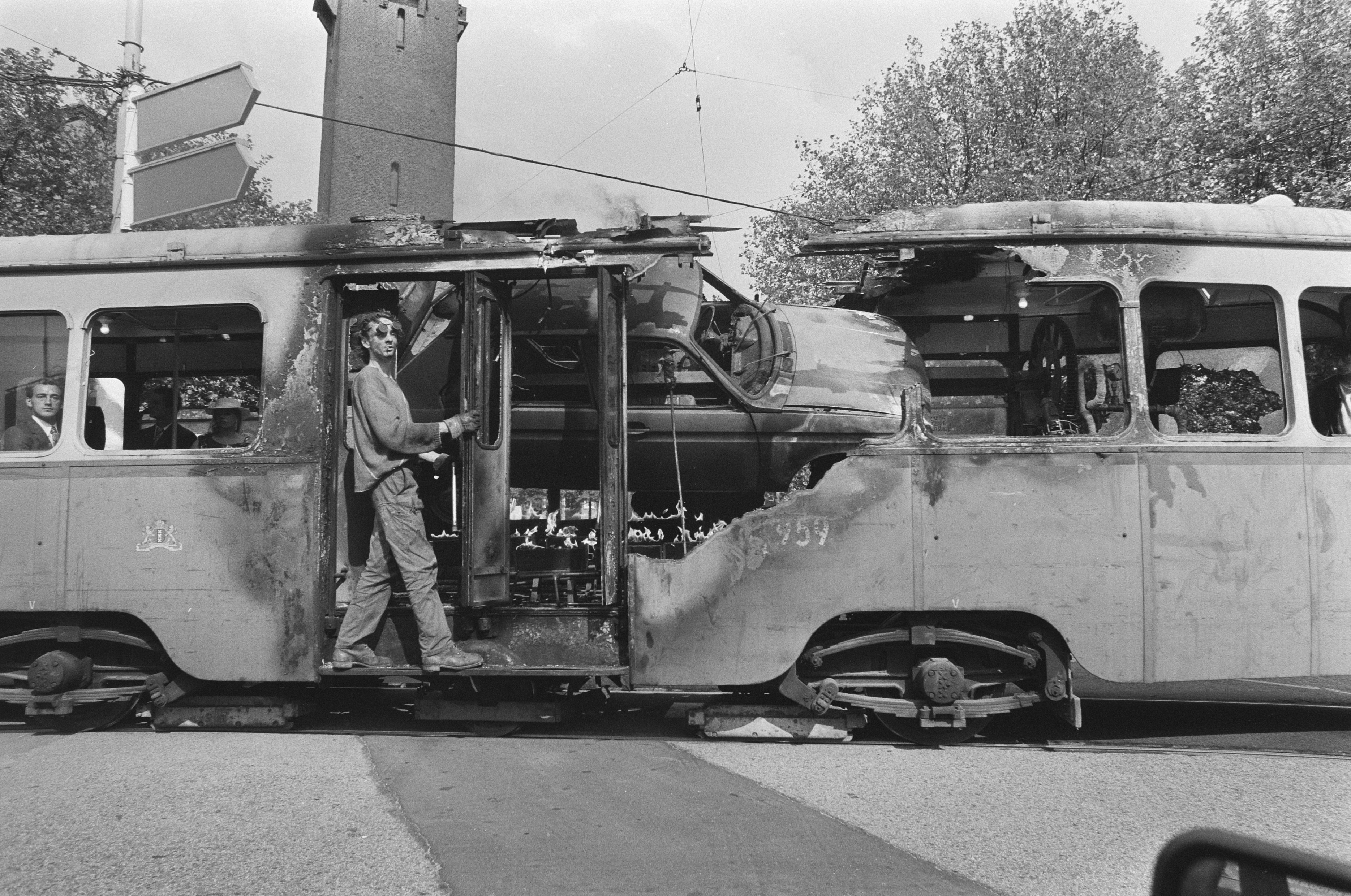
Auto wordt geroosterd aan spit in bijwagen, kunstproject 1987

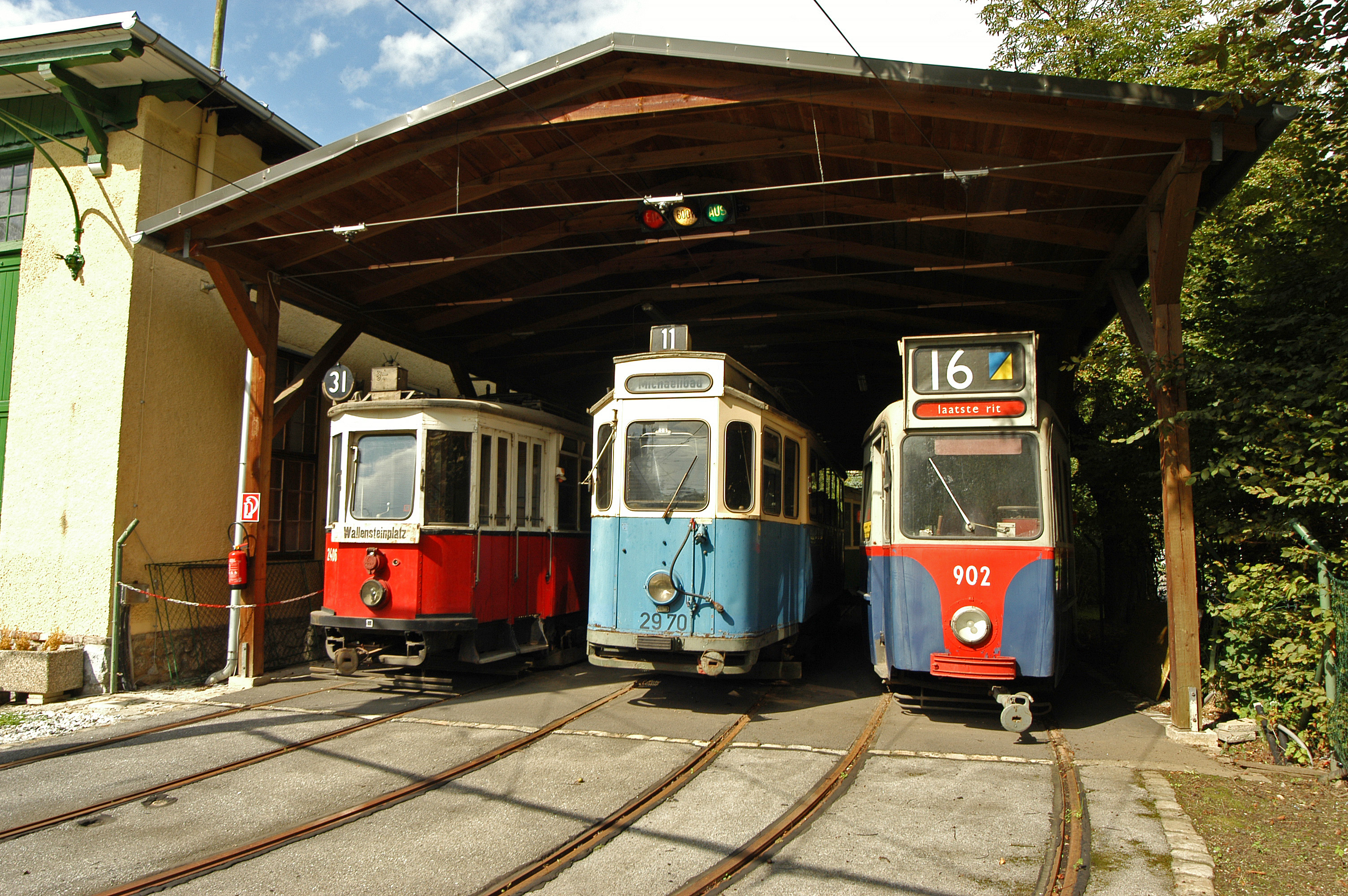
Rechts op de foto: een Amsterdamse drieasser (902) in het Tramway Museum Graz.

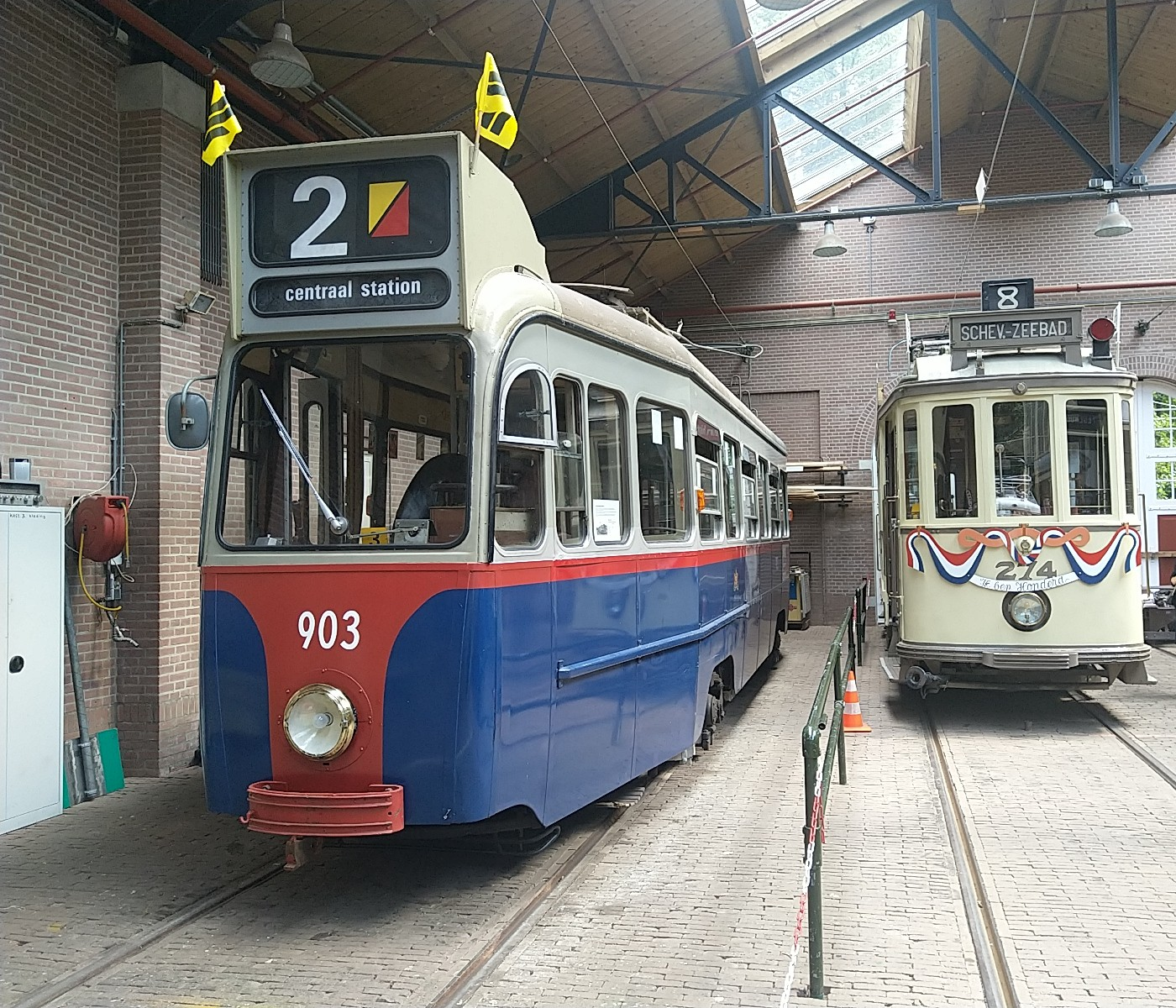
De Amsterdamse motorwagen 903 in de remise van de
Tramlijn van het Nederlands Openluchtmuseum. Ernaast de Haagse motorwagen 274. Beide trams zijn overgenomen van de Elektrische Museumtramlijn Amsterdam; 29 juli 2022.

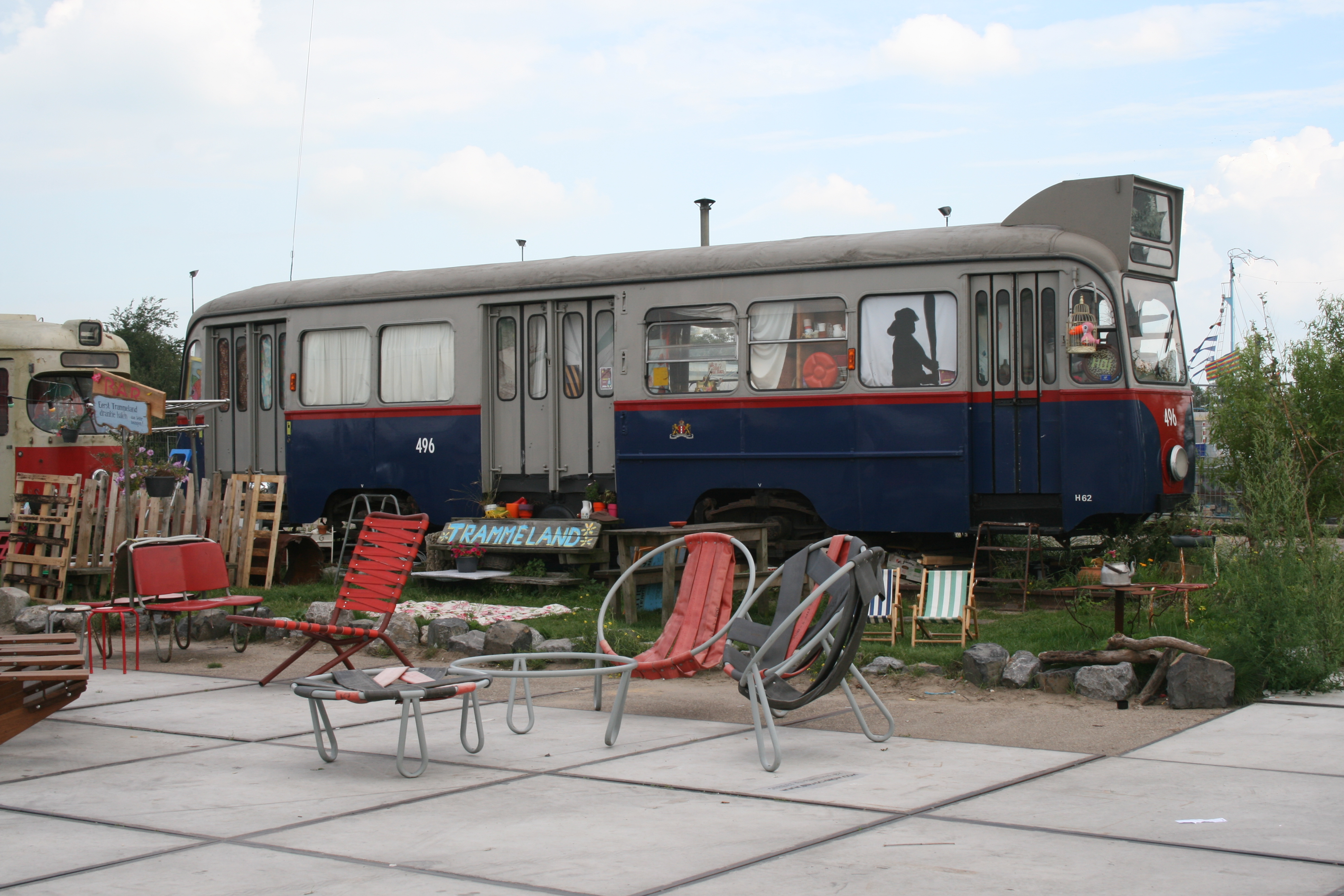
De in 2016 door brand verwoeste drieasser 496, die sinds 2002 in gebruik was als alternatieve woning op de NDSM-werf in Amsterdam-Noord, zomer 2015.

De kop van de 942 werd in 1986 bij een jongerencentrum geplaatst en het restant van de motorwagen werd afgevoerd.
Bijwagen 959 reed van 13 tot en met 17 juli 1987 achter motorwagen 892 waarbij door de Franse kunstenaarsvereniging Royal de Luxe in het rijtuig een brandende auto aan een spit was opgehangen en de stijd tussen tram en auto moest uitbeelden en was een vorm van 'kunst'. De 959 werd vervolgens afgevoerd voor sloop.
In 1998 reden weer drieassers in de passagiersdienst omdat het GVB een groot personeelstekort had en er toen door het AOM door vrijwilligers diensten voor het GVB werden gereden. Hierbij werd door het GVB het oudste gelede materieel beschikbaar gesteld. Door een tekort aan beschikbaar materieel werd door het AOM echter ook museummaterieel ingezet waaronder ook niet-Amsterdamse trams.
De 902 ging naar het Tramway Museum Graz en de 919 + 966 (ex-984) naar een Camping nabij Kassel. De 999 werd verbouwd tot open wagen ('podiumwagen’ of 'Badkuip' nr. H11), waarbij de raampartijen en het dak werden verwijderd.
Door het in moeilijkheden raken van het TMA werden de museumtrams verdeeld tussen RETM en TMA waarbij de 892, 896 en de bijwagens 965 en 972 op een terrein in de open lucht van de NDSM in Amsterdam-Noord werden geplaatst. De 892 en 972 werden aldaar in 2005 gesloopt. De 896 en 965 werden gekraakt door stadsnomaden om als campingtrams in gebruik te worden genomen. Vervolgens gebruikte het kunstenaarscollectief Stichting Trammeland deze trams. De in 2014 opgeknapte en weer tot 496 vernummerde 896 en de RET Düwag 319 zijn hier blijven staan. De 496 werd op 27 september 2016 door brand verwoest. Bijwagen 965, die hier eveneens in verwaarloosde toestand stond, is verwijderd en in 2014 verbouwd tot een hotelkamer in het Amsterdamse Hotel Not Hotel in de Witte de Withstraat.

## Museumtrams
Enkele exemplaren bleven bewaard als museumtrams, waaronder vanaf 1974 de 533 en de 987, in oorspronkelijke uitvoering. Dit stel is inzetbaar en rijdt op de Museumtramlijn en deed van 2012 tot 2016 ook dienst als touristtram. De aan de remise Karperweg gebleven 922 werd in 2005 gesloopt. De 903 reed na een opknapbeurt op de laatste rijdag van 2011, voor het eerst sinds jaren, weer zijn eerste ritten op de museumtramlijn en was ook weer inzetbaar, in 2012 kon deze gaan rijden met de opgeknapte bijwagen 961. Verder waren nog opgeslagen, maar niet inzetbaar, de 891, 909 en bijwagen 958 in gemoderniseerde vorm. Het stel 909 + 958 is in de uitvoering als 'driemanstel' met grote filmkast, nieuwe deuren en zonder bloedneus.
Bijwagen 968 werd in 2011 weer dienstvaardig gemaakt bij RETM/EMA en ging in langdurige bruikleen naar het Hannovers Trammuseum in Wehmingen. Motorwagen 902 is door de RETM teruggehaald uit Graz (in ruil voor een Grazer tram) en deze is ook in langdurige bruikleen naar Wehmingen gegaan. Het tramstel 902 + 968 is daar in 2011 in dienst gekomen op de museumtramlijn. In totaal waren er in 2012 dus drie drieasserstellen inzetbaar in Amsterdam en Wehmingen. Begin 2011 werd werkwagen H2 (ex-M5, ex-911) afgevoerd.
Motorwagen 891 is op 11 januari 2013 in bruikleen vertrokken van de museumtramlijn naar het Nationaal Openbaar Vervoermuseum in Ouwsterhaule in Friesland. Motorwagen 909 kwam na een opknapbeurt in juli 2013 weer in dienst op de museumtramlijn, met bijwagen 961 voorzien van een rode band, een combinatie die in de normale dienst nooit is voorgekomen. Motorwagen 903 en bijwagen 958 zijn verworven door het Nederlands Openluchtmuseum en in 2022 en 2023 vertrokken naar Arnhem. In Amsterdam zijn nog aanwezig twee motorwagens (533 en 909) en twee bijwagens (961 en 987), alsmede de badkuipwagen (999).